# الدوامة (مسلسل سوري)
الدوامة مسلسل تاريخي سوري، سيناريو وحوار: ممدوح عدوان وإخراج المثنى صبح.

## القصة
يتناول المسلسل البنى الاجتماعية والسياسية والاقتصادية والثقافية للمجتمع السوري خلال السنوات الأولى لفترة ما بعد الاستقلال (1949-1951)، وكشف المحاولات الخارجية للسيطرة على ثروات البلاد العربية، وخاصة النفط، وتصدي الدول العربية مجتمعة لهذه المحاولات.
جسد الفنان سلوم حداد شخصية ضابط كبير وكذلك نضال نجم جسد دور ضابط شرطة يتعامل مع المخابرات ويدافع عن وطنه سورية وعن حبه في الوقت نفسه، أما الفنان أيمن زيدان فقد جسد دور أستاذ جغرافيا يدعى «حسين ترواح» حيث تتكشف من خلال شخصية الأستاذ «ترواح» العديد من الوقائع التي كان يعيشها المجتمع السوري في تلك المرحلة. دارين حمزة جسدت دور «ناديا» (بطلة العمل) وهي شابة سورية والدتها فرنسية وتمتلك منتدى ثقافياً. بالإضافة إلى مجموعة من الأحداث والشخصيات أدارها المخرج المثنى صبح ليخرج للمشاهد بعمل وطني سوري متميز.

## الممثلون
- سلوم حداد (الضابط وهيب)
- أيمن زيدان (حسين طرواح)
- باسل خياط (عدنان المغربل)
- قيس الشيخ نجيب (أنور سالم)
- نضال نجم
- منى واصف (زهرة)
- حسن عويتي (رئيس الوزراء)
- يوسف الخال
- جلال شموط (حسيب نوفل)
- أليكو داوود
- عدنان أبو الشامات (الضابط عامر)
- وجيه صقر
- ميشيل أبو شقرا
- ناهد حلبي
- دارين حمزة (نادية النجمي)
- مهيار خضور (رشيد)
- أماني الحكيم
- رداح رجب
- خالد القيش
- جمال شقير
- عامر السبيعي
- أيمن بهنسي
- غسان عزب
- محمد خاوندي
- رجاء يوسف
- كاميليا بطرس
- رغداء هاشم
- وفاء العبدالله
- محمد الجمل
- نجلاء الخمري (بنت حسين طرواح)
- ميسون أسعد
- لونا أبو درهمين
- رامي خلف
- نادين قدور
- فاتن شاهين
- نجاح سفكوني
- هاني شاهين (أبو نادية)
- فادي صبيح
- خليل حداد
- بسام دكاك
- أكرم التلاوي
- مجد نعسان آغا
- قمر مرتضى
- سلطان ديب
- فيحاء أبو حامد
- شربل زيادة